# Амбра (Чад)
Амбра (фр. Ambra) — деревня в Чаде, расположенная на территории региона Канем. Входит в состав департамента Канем.

## География
Деревня находится в западной части Чада, к северо-востоку от озера Чад, на высоте 304 метров над уровнем моря.
Амбра расположен на расстоянии приблизительно 185 километров к северо-северо-востоку (NNE) от столицы страны Нджамены. Ближайшие населённые пункты: Абори, Блари, Галис, Бладжиль, Сомбори, Гремари, Ндиали-Уни.
Климат деревни характеризуется как аридный жаркий (BWh в классификации климатов Кёппена).

## Транспорт
Ближайший аэропорт расположен в городе Нгури.